# Cecilia Reyes
Cecilia Reyes es un personaje que aparece en los cómics estadounidenses publicados por Marvel Comics, fue brevemente miembro de los X-Men y a menudo trabaja para ayudarlos.
Criada en el Bronx, es una médica latinoamericana, originaria de Puerto Rico, que se especializa en traumatología. Ella tiene la habilidad mutante de proyectar un campo de fuerza alrededor de su cuerpo. A diferencia de la mayoría de los X-Men, ella no tiene interés en ser un superhéroe y solo desea vivir una vida ordinaria. 
Alice Braga interpreta a la Dra. Cecilia Reyes en la película The New Mutants, de 2020.

## Historial de publicación
Creado por el escritor Scott Lobdell y el artista Carlos Pacheco, apareció por primera vez en X-Men #65 (junio de 1997), que fue publicado por primera vez en España en X-Men (vol. 2) #24 por Comics Fórum, sello editorial de Planeta deAgostini.

## Biografía

### Operación: Tolerancia Cero
Cecilia Reyes decidió hacerse doctora cuando su padre fue asesinado a tiros delante de ella cuando era niña, y ella no pudo hacer nada para ayudarlo. Los X-Men intentaron reclutarla cuando se descubrió que era una mutante, pero Reyes no tenía interés en ser una superheroína. Cuando fue atacada por la Operación: Tolerancia Cero, un grupo de trabajo antimutante respaldado por el gobierno, se vio obligada a unir fuerzas con el X-Man, Hombre de Hielo y otros mutantes para escapar de la ciudad de Nueva York y localizar a Bastión, líder de la Operación: Cero Tolerancia.

### Convertirse en un X-Men
Ella se negó a unirse a los X-Men al principio, intentando volver a su vida normal. Después de encontrarse con problemas con el racismo y el aliento de Daredevil y un encuentro con el villano Pyro, Reyes se unió a regañadientes a los X-Men. Su primera aventura consistió en salvar a Cíclope de una nanotecnología en lo profundo de su cuerpo, que amenazó con matarlo, a Reyes, a otros X-Men y a borrar cualquier cosa en un radio de tres millas. A pesar de no tener absolutamente ningún material médico, improvisó en su exitoso intento. Por ejemplo, ella hizo que Tormenta usara rayos para hervir cubos de agua. Después, un Cíclope aturdido ofrece su estatus honorario de X-Men. Tiene varias aventuras con el equipo, combatiendo a los Ru'tai y al Rey Sombra. Por lo general, no se molestaba en usar un disfraz, ya fuera vistiendo el uniforme de entrenamiento amarillo y azul o, en una ocasión como una broma de Bestia, un viejo disfraz de Wasp's. Mientras llevaba puesto el viejo uniforme de Wasp, Reyes se involucró en una batalla con los enemigos frecuentes de los X-Men, los N'Garai, demonios interdimensionales. Reyes se escapó en su mayoría, pero fue salvado (y burlado) por el novato X-Man, Marrow. Finalmente fue absorbida en la dimensión N'Garai para ser experimentada, pero su campo de fuerza la salvó de los instrumentos de corte. Ella escapó con el resto de los X-Men y los civiles que habían salvado.
Reyes fue tentada por el Rey Sombra con ofertas de una nueva vida, pero logró resistir la oferta del villano. Reyes no encontró la aventura disfrazada adecuada para ella, y se fue para establecer su propia práctica médica. 
Más tarde, se vio atrapada en la batalla de los X-Men con Neo, un grupo de mutantes malvados que afirmaban haber evolucionado más allá del nivel de otros mutantes. Reyes estaba atrapado en la fortaleza de Neo, debajo de la ciudad de Nueva York, y usó una droga callejera llamada Rave para hacer que sus poderes mutantes fueran más destructivos, asegurando su supervivencia. Los X-Men la rescataron, y el telepático Profesor X la ayudó a dejar su adicción a Rave durante un período de desintoxicación en la Mansión-X. 
La última aparición de Reyes con los X-Men fue en el momento en que Bestia descubrió la cura al Virus Legado. Ella fue la que descubrió a Colossus muerto después de inyectarse a sí mismo con la cura. Reyes intentó revivirlo, pero no tuvo éxito.

### Neverland
Más tarde, fue vista como una prisionera en un campo de concentración de mutantes dirigido por el programa Arma X, llamado Neverland. Allí intentó usar su experiencia médica para ayudar a los demás prisioneros. Aparentemente, fue asesinada fuera del panel cuando un Agente Cero con lavado de cerebro destruyó el campamento, y su muerte se confirmó más tarde en la columna de cartas de New Excalibur # 1. Mike Marts contradijo esto en una entrevista en uncannyxmen.net, afirmando que si Cecilia estuviera muerta, lo mostrarían en el panel, y por lo tanto, Cecilia aún no se consideraba fallecida en ese momento.
En X-Men: The 198 Files, se reveló que el hermano mayor no mutante de Cecilia, el Coronel Miguel Reyes, había sido asignado para dirigir la seguridad de O*N*E en los terrenos de la Escuela Xavier, con el propósito de averiguar el destino de su hermana. 

### Regreso
Después de M-Day y su huida de Neverland, Cecilia se ofrece como voluntaria en los refugios locales para personas sin hogar, así como a trabajar fuera de su apartamento. Según Bobby Soul, ella trabaja fuera del registro y debajo de la mesa. Los adolescentes de NYX traen a Tatiana herida para que la ayude. Durante su visita a su apartamento, ella no revela a los adolescentes que solía ser un X-Man. Después de tratar a Tatiana, les ofrece un lugar para descansar mientras sale por unas horas. Sin saber que Kiden Nixon la está siguiendo, llama a Bestia para pedirle un favor. Más tarde, cuando Cecilia regresa con comestibles, descubre que los adolescentes se han ido.
En algún momento después de estos eventos, Cecilia se traslada a la nueva base de operaciones de X-Men; Utopía. Cuando Magneto decide devolver a Shadowcat como un gesto de buena voluntad, Cíclope le pide específicamente que lo ayude a tratar cualquier lesión que pudiera haber sufrido.

### Las Cinco Luces
Después de los eventos de Second Coming, Cecilia se asocia con Psylocke y se envía a México para ubicar al segundo de las Cinco Luces; los primeros mutantes en manifestar poderes desde el día M. Después de sedar a Gabriel, ella informa a sus padres de lo que está ocurriendo y le ofrece ayuda de los X-Men. Psylocke llega a la habitación y explica que algo ha sucedido, los poderes de velocidad de manifestación de Gabriel lo hicieron moverse tan rápido que es invisible a simple vista. Psylocke aprovecha los poderes de Cecilia para crear un campo de fuerza alrededor de su habitación para que no lo pierdan antes de que Hope Summers pueda llegar a ayudar.

### X-23
Gambito y X-23 llegan a la ciudad de Nueva York siguiendo una iniciativa de Londres. Gambito está herido, y sus heridas se reabrirán más tarde. Visitan a Cecilia en su apartamento, y ella acepta darle puntadas de Gambito, pero se siente perturbada por la molestia y admite que dejó la utopía para evitar esa "estupidez". X-23 recoge los olores de sus amigos de NYX en el apartamento y les pregunta dónde están. Cecilia dice que les dio permiso para quedarse allí antes de ir a Utopia, pero ya se habían ido cuando ella regresó. X-23 se va para seguir una pista, y la ciudad pronto es sacudida por un misterioso terremoto. Cecilia y Gambito ayudan a rescatar y tratar a las víctimas del terremoto. Cecilia acompaña a Gambito en su búsqueda de X-23, y finalmente la encuentra recuperándose al cuidado de la Fundación Futura.

### Fear Itself
Durante la historia de "Fear Itself", Cecilia se agrega a un equipo de X-Men que se opone al Juggernaut empoderado "digno" en la forma de Kuurth: Devorador de Almas. Cyclops le ha pedido que proteja a una multitud de manifestantes anti-mutantes después del ataque de Kuurth.

### Astonishing X-Men
Aunque todavía está más cómoda curando humanos que luchando contra superhumanos, Cecilia Reyes es parte del nuevo equipo compuesto por Wolverine. Junto a Northstar, Hombre de Hielo, Bestia, Gambito y Warbird, asiste a la boda de Northstar y trata de ayudar a Karma, cuya mente se ha apoderado de la Sra. Hatchi por razones aún desconocidas. Ella también está llevando a cabo una relación romántica con Gambito.

## Poderes y habilidades
Cecilia puede generar un campo de fuerza, descrito en su primera aparición como un "campo biológico psioplásmico" alrededor de su cuerpo que proporciona resistencia a la energía y ataques físicos, y puede moldearlo o expandirlo para proteger a los que están cerca; Sin embargo, los impactos en el campo de fuerza causan dolor a Cecilia. También ha demostrado la capacidad de manejar su campo de fuerza como una fuerza contundente, empujando a otros fuera de su camino. En X-Men (vol. 2) # 100, ella creó picos que podrían perforar un cuerpo humano. Mientras se encuentra bajo los efectos de Rave, una droga que mejora el mutante, Cecilia también puede usar su campo de fuerza de forma ofensiva, formando una hoja que puede usarse para atacar a los enemigos. El campo se puede levantar conscientemente, pero en sus apariciones iniciales, se desencadena por cualquier fuerza externa utilizada contra él. Aunque es eficaz contra la fuerza externa, su campo aún la deja vulnerable a ataques de fuerza insuficiente, como el gas, como se ve cuando Colossus la deja inconsciente con un arma de gas.
Cecilia es también una doctora y cirujana capaz.

## Otras versiones
En la realidad de Age of X-Man, la Dra. Cecilia Reyes es la Instructora Médica de la clase del 10.º año dentro del Instituto Summers de Educación Superior, ubicado en Winchester, NY.
En Days of Future Now, Cecilia sobrevivió al campo de exterminio de Neverland y trató de ayudar a Wolverine a cambiar el pasado para evitar que "Days of Future Now" sucediera alguna vez. Mientras lo vigilaba, un Fantomex que estaba bajo el control de Sublime le disparó en la espalda.
En X-Men: El Fin, ella también sobrevivió a Neverland y se casó con Bestia y tienen tres hijos (dos niños y una niña), Ciaran, Francesca y Miguel McCoy.

## En otros medios

### Película
Alice Braga interpreta a la Dra. Cecilia Reyes en The New Mutants, escrita y dirigida por Josh Boone. Al contrario de los cómics, en la cinta Reyes es representada como la antagonista, trabajando para la Corporación Essex con la tarea de monitorear a los Nuevos Mutantes con la esperanza de reclutarlos en su organización. Cuando tiene la tarea de matar a Danielle Moonstar, debido a sus habilidades inestables, los mutantes la atrapan y tratan de detenerla. Luego es asesinada y devorada por el Oso Demonio.